# Вельки-Славков
Вельки-Славков (словац. Veľký Slavkov) — село и одноимённая община в районе Попрад Прешовского края Словакии. В письменных источниках начинает упоминаться с 1251 года.

## География
Село расположено в западной части края, на берегах ручья Славковский поток (левый приток реки Попрад), при автодороге 3080. Абсолютная высота — 684 метра над уровнем моря. Площадь муниципалитета составляет 12,2 км².

## Население
По данным последней официальной переписи 2021 года, численность населения Вельки-Славкова составляла 1477 человек.
Динамика численности населения общины по годам:
| Год:                | 1994 | 2004    | 2014     | 2024  |
| ------------------- | ---- | ------- | -------- | ----- |
| Количество человек: | 1071 | 1145    | 1320     | 1518  |
| Разница:            |      | +6,90 % | +15,28 % | +15 % |

Национальный состав населения (по данным переписи населения 2011 года):
| Национальность | Численность, человек |
| -------------- | -------------------- |
| словаки        | 1084                 |
| цыгане         | 71                   |
| чехи           | 12                   |
| русины         | 3                    |
| украинцы       | 2                    |
| евреи          | 1                    |
| другие         | 3                    |
| не указана     | 61                   |
| всего          | 1237                 |

По данным переписи 2021 года, в конфессиональном составе населения преобладали католики (66,1 %), лютеране (6,2 %) и греко-католики (3,3 %).